# محمود موسى عيسى
     لشخصية أخرى تحمل اسم محمود عيسى، طالع محمود عيسى (توضيح).
محمود موسى عيسى (أبو البراء) أسير فلسطيني مقدسي في سجون الاحتلال الإسرائيلي محكوم بالسجن 3 مؤبدات و49 سنة، كان قائداً ميدانياً قسامياً في القدس قبل اعتقاله، أسس أول فرقة خاصة في كتائب القسام سميت «الوحدة الخاصة 101» التي حملت على عاتقها تحرير الأسرى الفلسطينيين عن طريق أسر جنود صهاينة ومن ثم مقايضتهم بأسرى فلسطينيين. أمضى أكثر من 12 سنة في العزل الانفرادي ومنع من الزيارة لثمان سنوات، يعتبر عميد الأسرى المعزولين، يصنفه الاحتلال الإسرائيلي أحد أخطر الأسرى لديه، وقاتلت خليته التي كان يقودها بعدة معارك ضد الاحتلال الإسرائيلي قتلت وأسرت عدة ضباط وجنود إسرائيليين وله في السجن اكثر من 35 سنة.

## نشأته وتعليمه
نشأ وترعرع في القدس وضواحيها، ودرس في جامعة القدس بكلية الشريعة وأصول الدين، وانضم للكتلة الإسلامية فيها -الإطار الطلابي لحماس- ولم يكمل تعليمه فيها بسبب نشاطه العسكري مع كتائب القسام وملاحقة الاحتلال له. درس أيضاً دبلوم مختبرات طبية. كان يعمل مدير مكتب جريدة صوت الحق والحرية بالقدس التي كانت تصدر من أم الفحم.

## عملية الوفاء للشيخ أحمد ياسين
تتهم سلطات الاحتلال محمود بالمشاركة في واحدةٍ من أشهر عمليّات المقاومة الفلسطينية، والتي اختطف خلالها مقاتلون من كتائب القسام الرقيب أوّل في جيش الاحتلال نسيم توليدانو قرب مدينة اللد المحتلّة بتاريخ 13-12-1992، وطالبوا سلطات الاحتلال بإطلاق سراح الشيخ أحمد ياسين -مؤسّس حركة حماس- مقابل الإفراج عنه، لكنّ دولة الاحتلال لم تستجب لمطلبهم فقُتِل توليدانو. وأطلقت دولة الاحتلال على إثر ذلك عمليّةً شرسةً ضدّ حركة حماس أبعدت خلالها 415 من قادتها إلى مرج الزهور في الجنوب اللبناني. واعتقلت الآلاف من عناصرها في الضفّة الغربيّة وقطاع غزّة كان بينهم محمود عيسى الذي اعتُقَل من منزله في بلدته عناتا شمال شرق مدينة القدس في 3-6-1993، ولم يتجاوز عمره آنذاك 25 سنة.

## في الأسر
لمّا كانت دولة الاحتلال تعتبر محموداً من أبرز المشاركين في عمليّة الاختطاف، فقد رأت في اعتقاله نصراً، وفرصةً للانتقام من شخصٍ استطاع أن يُصيب كبريائها في الصميم.
اعتقل محمود يوم 1993/6/3 من البيت حيث حضرت قوات كبيرة من جيش وشرطة ومخابرات الاحتلال، أحاطوا البيت من كل جانب ثم اعتقلوا محمود مع إخوته الثلاث بعد أن قاموا بتكبيلهم، اقتادوهم إلى مركز تحقيق المسكوبية في القدس، وفي اليوم التالي أفرج عن إخوته الثلاث وأبقوه رهن الاعتقال.

## ظروف العزل الانفرادي
الاسباب الامنية مبرر تسوقه إدارة السجون لعزل محمود عيسى، وجدّد عزله كل عام عبر المحكمة المختصة، بحضور محاميه، في هذة الفترة كان يحتجز محمود عيسى برفقة زميله جمال أبو الهيجاء في ذات الزنزانة أحياناً. والتي لا تتجاوز مساحتها 3*3.5 متر، الزنزانة تفتقد للتهوية المناسبة، فقط توجد نافذة فوق الباب بحجم 30*80 سم، تطل على الكردور، والباب من الحديد المغلق ولا توجد فيه أي فتحة باستثناء فتحة إدخال الطعام والتي لا تفتح الا لحظة أدخال الوجبة ويعاد إغلاقها.
محمود يبقى محتجزاً في ظل هذه الظروف على مدار 23 ساعة يومياً، وفقط لمد ساعة واحدة يتاح له الخروج إلى ساحة «الفورة» والتي تبلغ مساحتها 3.30× 4.30، وارتفاع 4 م، مغطى نصفها بالصاج و4 طبقات من الشبك والأسلاك الشائكة وقضبان حديد، لا يوجد في الفورة أية مرافق ينتفع بها محمود وزملائه، وفيها ايضاً فتحة مجاري، عند الخروج من الغرفة إلى الفورة يتم تكبيل اليدين للخلف، وتفك فقط بعد دخوله إليها، ويكون في الفورة برفقة زميله الاسير أبو الهيجا فقط. التواصل بين الغرف ممنوع، يحتجز في قسم فيه سجناء جنائيون إسرائيليون من ذوات السوابق والمدمنين على المخدرات، وهم كثيري الفوضى والإزعاج، طيلة الوقت في شجار مستمر، مسجلاتهم وتلفزيوناتهم لا تتوقف ودائما مرتفعة الصوت.

### محاولة الهروب من السجن
تحت كلّ هذه الضغوط، وهذا الحكم الأبديّ بالسجن، لم يكن أمام محمود سوى أن يُحاول الإفلات من سجنه بأيّ طريقةٍ، وبالفعل فقد حاول مع عددٍ من رفاقه الإفلات من سجن عسقلان -المشهور بوحشيّة محقّقيه آنذاك-، لكنّ سلطات الاحتلال اكتشفت النفق الذي كان محمود يحفره مع رفاقه ليُغادروا عبره، وأمسكت بهم وفرقتهم عن بعضهم وحكمت عليهم بتمديد فترة سجنهم، ونقلهم إلى العزل الانفراديّ.

### تنقل دوري بين السجون
محمود ينقل بمعدل كل 6 شهور من سجن لآخر، للحيلولة دون إستقراره، وكإجراء عقابي إضافي للنيل من عزيمته وإرادته، كان موجود بسجن الرملة وكان قبلها ولمدة شهرين في عزل هشارون، تنقل خلال أسره بين العديد من السجون ومنها سجن عسقلان، وسجن بئر السبع، سجن نفحة، سجن الرملة، وسجن هشارون. وفي فبراير 2015 نقلته من سجن رامون الصحراوي لسجن هداريم وكان عمره آنذاك 47 عاماً.
ومنذ اللحظة الأولى لاعتقاله بدأ المحتلّ انتقامه فمنع والدته من زيارته خلال جلسات المحاكمة الأولى وأمر بإغلاق منزل ذويه، ومن ثمّ حكم عليه بالسجن لثلاث مؤبّدات و40 عاماً، ولم يسمح المحتلّ لوالد محمود بزيارته إلاّ بعد عامين من اعتقاله، وقد توفّي والد محمود بعد زيارته بفترةٍ بسيطةٍ إثر تدهور صحّته، ولم تسمح إدارة السجن لمحمود بالمغادرة لتوديع والده المتوفّي، وإمعاناً في التضييق عليه رفضت سلطات الاحتلال طلباً تقدّم به محمود لدراسة العلوم السياسيّة من سجنه، علماً أنّها تسمح في الغالب للأسرى بمتابعة دراستهم في الجامعات العبريّة حصراً.

### 12 عاماً تحت الأرض
استمر عزله حتى 2012 بعد معركة الأمعاء الخاوية التي خاضتها الحركة الأسيرة الفلسطينية واضراب مفتوح عن الطعام. قضى في زنازين العزل العفنة، ما يزيد على (12 عاماً)، لم ير أيّاً من أقاربه خلال خمسةٍ منها. وما يزال الاحتلال يُشدّد في ظروف سجنه يوماً بعد يوم، فهو يمنع إدخال أيّ طعامٍ إليه غير طعام السجن شديد السوء، كما يمنعه من شراء الطعام من مقصف السجن كغيره من السجناء، ويمنع إدخال أيّ ملابس له غير ملابس السجن كما يمنع إدخال أيّ نوعٍ من الأغطية إلى زنزانته.
الأسرى الفلسطينيون في زنازين الانفرادي يعيشون في سردابٍ مظلمٍ تحت الأرض تعلوه أنابيب مياه عادمة ذات رائحة نتنة، وأضواءٌ خافتة بالكاد تسمح لك بالرؤية، وعلى جانبي الممرّ تتوزّع غرفٌ صغيرة لا تتجاوز مساحتها الأمتار الأربعة إلاّ بقليل، جدرانها خالية إلاّ من عفنٍ تراكم عليها عبر السنين لشدّة الرطوبة، بداخلها دورة مياهٍ وسريرٌ صغيرٌ ملاصقٌ لها، وفي زاوية كلٍّ منها شبحُ إنسانٍ، تُسمّيه سلطات الاحتلال إرهابيّاً خطراً. هذه هي حال قسم العزل في سجن الرملة الواقع في شمال الأرض المحتلّة عام 1948، والذي يقبع فيه عشرات الأسرى الفلسطينيّين، ومن بينهم الأسير المقدسيّ محمود موسى عيسى.

### التعليم والكتب داخل السجن
منع محمود من إتمام دراسته داخل الأسر، حيث انتسب للجامعة العبرية عام 2000م وكان يدرس علوم سياسية وبعد فصل دراسي منعته الإدارة من الاستمرار، رغم الطلبات والطعونات التي قدمها ضد الإدارة ولكن دون جدوى.
الكتب من المواد المحظور إدخالها إليه بقرار من المحكمة وكإجراء عقابي إضافي لعقوبة وقرار العزل، تتم عملية إدخال باقي الأغراض والاحتياجات الخاصة عن طريق التنسيق مع الصليب الأحمر، في كثير من الاحيان يعطون الموافقة على إدخال الأغراض، ويوم إدخالها يرجعون أغلبها.
وفي كثير من المرات وحسب شهادة الأهل، يدخلون الملابس ويستغرق وقت طويل حتى يسلموها لمحمود مثلا الملابس الصيفية تعطى له بداية الشتاء فلا يمكن أن يستفيد منها، ولا يدخل له أي غرض إلا إذا أخرج غرض أخر بالمقابل.
مسموح الاشتراك في صحيفة عبرية واحدة أما الصحف العربية فهي غير منتظمة وأحيانا تنقطع لمدة 4 أشهر ولا توجد صحف انجليزية، والمجلات ممنوعة أي كان نوعها.

## مؤلفات وهوايات
الكتابة وهي أهم الهوايات لدى محمود في السجن حيث كتب العديد الكتب منها:
- كتاب بعنوان (المقاومة بين النظرية والتطبيق)،2000، نشر عن طريق المركز الفلسطيني للإعلام.
- ورواية بعنوان «حكاية صابر» تتحدث عن تاريخ الشعب الفلسطيني مجسدة بشخصية صابر.[6]
- مجموعة قصصية بعنوان «الوفاء»، كل قصة تحمل عنوان معين.
- «نظرية المؤامرة في القرآن الكريم»، 2015 .[7]

ومن هواياته أيضاً التخطيط حيث يملك خط جميل. وعمل الاشغال اليدوية والزخرفة والتلوين، وهو لاعب كارتيه محترف.

## رفض الإفراج عنه في صفقة شاليط
الكيان الصهيوني أفرج عن كامل أفراد مجموعته «خليته» التي أسرت وقتلت الجندي الصهيوني في صفقة وفاء الأحرار (صفقة شاليط)، ولم تفرج عنه وعن بعض الأسرى الآخرين مثل الأسير عبد الله البرغوثي وإبراهيم حامد وعباس السيد، لكونهم مصنفون خطيرين جداً، ويتمتعون بشخصية وكاريزما قيادية. أحد أسرى الدفعة الرابعة (الأسرى القدامى ما قبل اتفاقية أوسلو) الذين رفض الاحتلال الإفراج عنهم.

## الجزيرة تنتج فيلم عنه
عرضت قناة الجزيرة الوثائقية في تمام الساعة 9 من مساء الخميس (13-2-2014) الفيلم الوثائقي بعنوان:(حكاية صابر)، والذي تناول حكاية الأسير محمود عيسى.
وعرض الفيلم مجموعة من العمليات العسكرية التي نفذتها خليته الخاصة، كما يتطرق إلى محاولة هروب الفرقة الخاصة من سجن عسقلان.
ويقدم الفيلم تعريفاً بشخصيته الذي يعتبر عميد الأسرى المعزولين، حيث تم وضعه في السجن الانفرادي مدة 13 عاماً انتهت بسبب إضراب الأسرى.
ويتناول الفيلم حياته داخل السجن ومعاناته المستمرة على جميع الأصعدة، فمن عزله الانفرادي إلى المضايقات العديدة التي يتلقاها من قبل سجّانيه، ومنعه من رؤية أي أحد من أهله بما فيهم أمه التي لم يسمح لها برؤيته إلا مرة واحدة ولمدة نصف ساعة عام 2004.

## قالوا عنه
- وجه خالد مشعل - رئيس المكتب السياسي لحركة حماس - رسالة له خلال كلمته في يوم الأسير الفلسطيني وذكرى استشهاد القيادي عبد العزيز الرنتيسي، يوم الأحد 17/إبريل/2016 : «أهديت قبل أيام كتابك، فلله درك وبورك جهدك وأخصك بالاسم، فأنت بمكانتك وتحية إلى كل الأسرى، لكن التحية من خلال أخي أبو البراء لكم جميعا».[9]